# PSL Research University
PSL Research University (tiếng Pháp: Paris Sciences et Lettres là một viện nghiên cứu kết hợp và trường đại học ở Paris được thành lập vào năm 2010.
PSL được coi là một trong những học viện hàng đầu về công nghệ và khoa học, bên cạnh nhiều lĩnh vực khác, bao gồm quản trị và kinh tế.
Năm 2022, Trường đứng thứ nhất tại Pháp và thứ 22 thế giới theo bảng xếp hạng QS World University Rankings.